# Sergio Cárcamo
Sergio Hernán Cárcamo Soto (comuna de Providencia, 26 de octubre de 1945), también conocido como Pirincho Cárcamo, es un locutor radial chileno.  
Posee una trayectoria de más de cincuenta años como locutor, lo cual, le ha valido ser reconocido como una eminencia respecto a conocimiento de música rock.

## Primeros años de vida
Nació en la comuna de Providencia de la ciudad de Santiago de Chile y sus padres fueron Ramón Cárcamo Quintana y la funcionaria del laboratorio de la Policía de Investigaciones de Chile, Irma Soto Ullmann. Residió en la ciudad de Santiago de Chile hasta los nueve años, cuando emigró a Valparaíso, ciudad donde inicia sus primeros acercamientos a la música rock.

### Vida pública
Tras asistir a un festival organizado por el Diario La Unión, conoce al grupo William Red and his Rock King. Luego de una serie de presentaciones en un local de calle Condell, conoce al su líder, el locutor radial William Rebolledo, quien en 1968 llevaría a Cárcamo a Radio Minería de Viña del Mar, para realizar jingles radiales. Luego de unos meses, llevó el disco Good Vibrations de The Beach Boys a las instalaciones de la radioemisora, en donde mostró el disco al locutor John Smith, de quien ya se había hecho amigo y que conducía el programa Música para la juventud. Fue entonces que Smith ofreció a Cárcamo a presentar el disco a la audiencia, realizando así, su primera aparición en radio. Más adelante le ofrecerían cubrir el Festival Internacional de la Canción de Viña del Mar para la misma radioemisora.
A inicios de la década del 70, emigró a Radio Valparaíso donde condujo el programa Defienda a su candidato, de carácter político. Paralelamente, también participó en la producción de películas como Valparaíso, mi amor y Ya no basta con rezar de Aldo Francia y Estado de sitio de Costa-Gavras.
Tras el Golpe de Estado en Chile de 1973, Cárcamo estaba trabajando Radio Valentín Letelier de Valparaíso. Resultó detenido en Viña del Mar, el día 18 de septiembre, junto a residentes de la comunidad hippie en donde vivía, resultando liberado gracias a gestiones de amigas con oficiales navales, sin antes, ser amenazado por supuesto lenguaje destinado a comunistas locales.
En 1975 retoma la locución en Radio San Martín de Quillota, para luego regresar a Radio Minería, donde realiza el programa Música sin palabras, cual estaba condicionado por las amenazas realizadas por agentes de la Armada de Chile, durante su detención en 1973. Para 1976, Radio Minería cambia de gerentes, quienes transforman la radioemisora en Radio Festival y Cárcamo es desvinculado.
En marzo de 1977, inició un programa de televisión llamado The Midnight Special en UCV TV, cual sería la versión chilena del programa estadounidense de mismo nombre. El programa sería el primero en emitir vídeos musicales en la televisión chilena, además tenía la característica de que sería transmitido en blanco y negro, y los vídeoclips serían transmitidos a color. A partir de 1981 trabaja en Radio Chilena y Radio Galaxia, para luego, en la década de los 90, ingresar a Radio Pudahuel y Radio Futuro. Es en esta última donde permanece hasta la actualidad, realizando programas como Planeta rock y Con la ayuda de mis amigos.

## Últimos años
A partir del 2013, a raíz de un glaucoma, Cárcamo ha desarrollado ceguera que se ha ido acentuando paulatinamente, siendo sometido a más de tres operaciones.
En 2022 es homenajeado en los Premios Pulsar por su contribución al desarrollo y fomento de la música chilena.